# Jeanette Macchi-Meier
Jeanette Macchi-Meier (* 5. Oktober 1973, in Dielsdorf, Schweiz, als Jeanette Meier) ist eine Schweizer Moderatorin und ehemalige Sängerin. Sie trat als Sängerin auch unter den Künstlernamen Jeanette Christensen und Jeane auf. Besonders bekannt wurde sie in den 1990er-Jahren durch das Dancefloor-Projekt E-Rotic.

## Leben und Karriere
Macchi-Meier stieg im Jahr 1995 als Nachfolgerin von Lyane Leigh in das Dancefloor-Projekt E-Rotic ein. Bis 1999 sang aus Vertragsgründen ausschließlich Leigh die Songs. Daher brauchte Macci-Meier z. B. bei Auftritten dazu nur die Lippen bewegen. Ab 2000 sang Lydia Madajewski die Songs ein. Im Jahr 2000 trat Macchi-Meier bei den Vorentscheidungen des Eurovision Song Contest 2000 (ESC) mit der Single Queen of Light auf. Macchi-Meier sang erstmals bei dem Auftritt selbst. Ein Jahr später verließ sie nach sechs Jahren die Band. Ihre Nachfolgerin wurde Yasemin Baysal.
Im Jahr 1995 war Macchi-Meier für den Titel Miss Schweiz nominiert. Nachdem sie die Band E-Rotic verlassen hatte, arbeitete sie an ihrer Solokarriere. Von 2002 bis 2012 und wieder seit Januar 2024 moderiert sie im SRF die Sendung Fenster zum Sonntag.
Unter dem Namen Jeane veröffentlichte Macci-Meier am 24. September 2001 ihre erste und bislang einzige Solosingle Whenever We Kiss. Auch ein Musikvideo wurde zu diesem Lied gedreht.
Nachdem Macchi-Meier 2012 mit ihrer Familie nach Dubai ausgewandert ist, arbeitete sie dort u. a. als Immobilienmaklerin. Gelegentlich kehrte sie immer in die Schweiz. Im Herbst 2023 zog sie mit ihrer Familie wieder dauerhaft zurück in die Schweiz. Nebenbei arbeitet sie als Moderatorin für Events und Veranstaltungen. Macchi-Meier moderiert seit den 2000er-Jahren (ohne Unterbrechung), jährlich das Event Love Ride Switzerland.

## TV-Moderation
- 1997–1998: E-Rotic Magazin
- 2002–2012, seit 2024: Fenster zum Sonntag[2][3][6]

## Privates
Seit 2003 ist Macchi-Meier verheiratet. Sie hat zwei Söhne und lebt seit 2012 mit ihrer Familie in Dubai.